# Андрахна
Андрахна, или Андрахне (лат. Andrachne; от др.-греч. ἀνδράχνη, andrachne — портулак огородный), — род растений семейства Филлантовые (Phyllanthaceae), распространённый преимущественно в Средиземноморье и на прилегающих территориях.

## Ботаническое описание
Полукустарники или многолетние травянистые растения. Листья мелкие, очерёдные, с белыми щитовидными прилистниками.
Цветки однодомные, одиночные. Чашечка глубокопятираздельная, остающаяся при плодах. Лепестки плёнчатые, чередуются с чашелистиками. Подпестичный диск из 5 свободных двулопастных или двураздельных желёзок, расположенных против лепестков. Тычиночные цветки с развитыми лепестками и 5 тычинками, нити которых срастаются в колонку. Пестичные цветки с мелкими редуцированными лепестками и с довольно крупной чашечкой. Завязь трёхгнездная, в каждом гнезде по 2 семязачатка. Плод сухой, трёхгнездный, распадается по швам. Семена без придатка.

## Виды
Род включает 21 вид:
- Andrachne afghanica Pojark.
- Andrachne aspera Spreng.
- Andrachne brittonii Urb.
- Andrachne buschiana Pojark. — Андрахна Буша
- Andrachne ephemera M.G.Gilbert
- Andrachne fedtschenkoi Kossinsky — Андрахна Федченко
- Andrachne filiformis Pojark. — Андрахна нитевидная
- Andrachne fragilis M.G.Gilbert & Thulin
- Andrachne fruticulosa Boiss. — Андрахна кустарниковая
- Andrachne maroccana Ball
- Andrachne merxmuelleri Rech.f.
- Andrachne microphylla (Lam.) Baill.
- Andrachne minutifolia Pojark.
- Andrachne pulvinata Pojark.
- Andrachne pusilla Pojark. — Андрахна крошечная
- Andrachne pygmaea Kossinsky — Андрахна карликовая
- Andrachne ramosa Pojark.
- Andrachne reflexa Stapf
- Andrachne schweinfurthii (Balf.f.) Radcl.-Sm.
- Andrachne stenophylla Kossinsky — Андрахне узколистная
- Andrachne telephioides L. typus[1] — Андрахна телефиевидная